# Morvant Caledonia United
Actualités
Le Morvant Caledonia United (anciennement les Caledonia AIA) est un club trinidadien de football basé à Morvant dans la région de San Juan-Laventille et disputant ses matchs au Stade Hasely-Crawford à Port of Spain.

## Histoire
Le 11 septembre 2015, le Caledonia AIA est renommé Morvant Caledonia United.

## Palmarès
- CFU Club Championship (1)
  - Vainqueur : 2012
  - Finaliste : 1998

- Championnat de Trinité-et-Tobago
  - Vice-champion : 1998, 2011

- Coupe de Trinité-et-Tobago (3)
  - Vainqueur : 2008, 2012, 2013
  - Finaliste : 2007

- Coupe FCB de Trinité-et-Tobago (1)
  - Vainqueur : 2011
  - Finaliste : 2001, 2007

- Coupe Pro Bowl de Trinité-et-Tobago (1)
  - Vainqueur : 2008
  - Finaliste : 2002, 2009, 2012

- Coupe Goal Shield de Trinité-et-Tobago (1)
  - Vainqueur : 2012

## Joueurs historiques
- Vernus Abbott
- Nigel Codrington
- Randolph Jerome
- Russell Latapy
- Leslie Holligan
- Konata Mannings
- Titus Elva
- Valencius Joseph
- George Isaac
- Stephen Cruickshank
- Kendall Jagdeosingh
- David Nakhid
- Nigel Pierre
- Densill Theobald
- Hayden Tinto

## Historique du logo

Caledonia AIA FC (jusqu'à 2015)